# Minori Matsushima
Minori Matsushima (jap. 松島 みのり Matsushima Minori; ur. 1 grudnia 1940 w Prefekturze Chiba, zm. 8 kwietnia 2022) – japońska seiyū. Pracowała dla Aoni Production.

## Role głosowe
- Candice „Candy” White w Candy Candy
- Narrator w Hallo Sandybell
- Alexandria Meat w Kinnikuman
- Gyopi w Goldfish Warning!
- Dororo w Dororo
- Ayumi Himekawa w Glass Mask
- Sayaka Yumi w Mazinger Z
- Sachiko w Dokaben
- Hiroshi w Kaibutsu-kun
- Jim w Dzieci wśród piratów
- Miodulinka (Honey Honey) w Miodulinka
- Shao-Mai w Tatakae!! Ramenman
- Akane w Akane-chan
- Temari w Ranma 1/2
- Kyoko's Mother w Maison Ikkoku
- Baby Chirin w Ringing Bell
- Mama w 21 Emon
- Lucy May w Lucy of the Southern Rainbow
- Bun Bun w Hoero Bun Bun
- JR w Konpora Kid
- Empress Hysteria w Chōriki Sentai Ohranger
- Patalliro 10th w Boku Patalliro!